# Рудольф Хессо (маркграф Бадена)
Рудольф Хессо, маркграф Бадена (1290 — 17 августа 1335 или 1335) — сын маркграфа Бадена Хессо и его жены Адельгейды Ринеккской.
Он наследовал своему отцу в 1297 году и правил совместно с дядей Рудольфом III до его смерти в 1332 году. В 1332—1335 годах он правил единолично.
Рудольф Хессо был женат на Жанне Бургундской, леди де Эрикур. Она была дочерью графа Монбельяра Рено Бургундского и вдовой Ульриха III, графом Феррета. У них было две дочери:
- Маргарита (ум. 1367), муж — маркграф Бадена Фридрих III (ум. 1353)
- Адельгейда (ум. после 1399), 1-й муж: (1345) маркграф Баден-Пфорцхайма Рудольф V (ум. 1361); 2-й муж: граф Тирштейна Вальрам IV (ум. 1386)

Рудольф Хессо умер в 1335 году не оставив наследников мужского пола, поэтому его преемником стал его двоюродный брат Рудольф IV, маркграф Баден-Пфорцхайма.